# Anabarhynchus queenslandensis
Anabarhynchus queenslandensis är en tvåvingeart som beskrevs av Lyneborg 2001. Anabarhynchus queenslandensis ingår i släktet Anabarhynchus och familjen stilettflugor. Inga underarter finns listade i Catalogue of Life.